# Rheumaptera unicoloraria
Rheumaptera unicoloraria är en fjärilsart som beskrevs av Leo Schwingenschuss 1918. Rheumaptera unicoloraria ingår i släktet Rheumaptera och familjen mätare. Inga underarter finns listade.